# Мордовский Ишим
Мордовский Ишим — село в Городищенском районе Пензенской области России. Входит в состав Русско-Ишимского сельсовета.

## География
Село находится в восточной части Пензенской области, в лесостепной зоне, на берегах реки Ишимки, при автодороге 58К-59, на расстоянии примерно 9 километров (по прямой) к юго-западу от города Городище, административного центра района. Абсолютная высота — 183 метра над уровнем моря.
Климат
Климат характеризуется как континентальный, с холодной зимой и жарким летом. Среднегодовая температура — 3,1 °C. Средняя температура воздуха самого холодного месяца (января) составляет −12,9 °C; самого тёплого месяца (июля) — 19 °C. Годовое количество атмосферных осадков — 673 мм, из которых 415 мм выпадает в период с апреля по октябрь. Снежный покров держится в среднем 146 дней.

## Население
| 1709  | 1718  | 1864  | 1877  | 1897  | 1911  | 1926  |
| ----- | ----- | ----- | ----- | ----- | ----- | ----- |
| 185   | ↘126  | ↗1242 | ↗1367 | ↗1789 | ↗2302 | ↘2291 |
| 1930  | 1939  | 1959  | 1970  | 1979  | 1989  | 1996  |
| ↗2375 | ↘1802 | ↘1540 | ↘1268 | ↘894  | ↘560  | ↘482  |
| 2002  | 2010  |       |       |       |       |       |
| ↘349  | ↘245  |       |       |       |       |       |

Половой состав
По данным Всероссийской переписи населения 2010 года в гендерной структуре населения мужчины составляли 46,1 %, женщины — соответственно 53,9 %.
Национальный состав
Согласно результатам переписи 2002 года, в национальной структуре населения мордва составляла 76 % из 349 чел.